# Стасина Василь Михайлович
Василь Михайлович Стасина (*1936, село Бориниці Львівське воєводство, Польща, нині Жидачівський район — †1997, Львів) — львівський бібліофіл, колекціонер, мав у своїй збірці понад 60 тисяч книг, з них близько 10 тисяч стародруків. Він не лише збирав книги, а й глибоко їх знав, мав унікальні книжки з історії України і Греко-католицької церкви. Окрім того, був високого рівня спеціалістом з історії релігії, вченим-релігієзнавцем. Більша частина його унікальної бібліотеки одразу після смерті Василя Михайловича була вивезена машинами невідомими людьми Якась частина книгозбірні розпродається досі, їх можна часом купити на книжковому ринку біля пам'ятника Федорову у Львові. Вони мають штамп «Домашня бібліотека Стасини В. М. №…»

## Педагогічна діяльність

Василь Стасина в колі своїх учнів

Василь Михайлович працював у Львівській середній школі-інтернаті № 33 на вулиці Боженка (тепер вул. Княгині Ольги) вихователем, вчителем української мови і літератури і відзначався особливою вимогливістю до учнів. Він відбирав з них таких, кому можна довіряти, хто цікавився історією або літературою, тоді позичав їм на певний термін книги з власної бібліотеки з обов'язковим записом у журнал позичок. В бібліотеці зокрема були твори Костомарова, які були недоступні в державних бібліотеках («Гетманованє Івана Виговського і Юрія Хмельницького», «Руїна» і та подібні інші). В. М. Стасина виховував своїх учнів бути національно свідомими, чесними наполегливими людьми і колишні учні згадують свого вчителя з великою подякою і пошаною. Деякі з них стали відомими журналістами, письменниками, громадськими і політичними діячами, митцями, такі як Ігор Мельник, Роксоляна Загайська та інші.

## Бібліотечна діяльність
Домашня бібліотека В. М. Стасини охоплювала збірку книг ХІХ–ХХ ст. українською, польською, німецькою і російською мовами і була різноманітною за жанром: літературна, історична, мистецтвознавча, етнографічна, богословська. Деякі з книжок, які були в бібліотеці, офіційно можна було отримати із фондів львівської книгозбірні тільки з дозволу КДБ, тому послугами домашньої бібліотеки користувалася вибрана львівська інтелігенція, серед представників якої були Володимир Вуйцик, Богдан Якимович, Степан Давимука, Іван Гречко, Борис Іванів.